# Know your customer
Know your customer (KYC), ou connaissance du client, est le nom donné au processus permettant de vérifier l’identité des clients d’une entreprise. Le terme est également utilisé pour faire référence à la réglementation bancaire qui régit ces activités,,
Les processus Know your customer sont utilisés par les entreprises de toutes tailles afin de s'assurer de la conformité des clients face aux législations anti-corruption ainsi que pour vérifier leur probité et intégrité. Cela a également pour but de prévenir l'usurpation d'identité, la fraude fiscale, le blanchiment d'argent et le financement du terrorisme (en).
Ces processus se font habituellement par collecte et analyse de données, vérification de la présence sur les listes (à l'exemple de celle des personnes politiquement exposées), l'analyse du comportement et des transactions, etc.

## Pièces demandées lors des vérifications
Les banques, les avocats, les notaires ou les entreprises sont amenées à demander ce type de pièces, :
- Pour la société
  - Extrait d'inscription dans un registre du commerce ;
  - Une copie d'un identifiant bancaire, lettre de référence bancaire (letter of good standing) ;
  - Statuts de la société, certifiés conformes par le dirigeant ;
  - Justificatif de domicile de la société ;
  - Déclaration des bénéficiaires effectifs : les personnes physiques ultimes qui bénéficient directement ou indirectement de la société ;
  - Justificatif d'activité (compte de résultat, bilan, approbation des comptes...)
- Pour les dirigeants
  - Justificatif d'identité des dirigeants de la société ;
  - justificatif de la qualité de dirigeant (nomination, extrait de registre de commerce, pouvoir, etc.) ;
  - Justificatif de domicile ;
  - Avis d'imposition ;
  - Description du patrimoine.
- Pour les bénéficiaires effectifs
  - Justification du pourcentage de détention direct et / ou indirect détenu : en deçà d'un seuil variable suivant les institutions, les bénéficiaires effectifs ne sont pas soumis à KYC.
  - Le cas échéant, les mêmes documents que pour les dirigeants peuvent être demandés pour les bénéficiaires effectifs ;

## Le cas particulier des places de marché (marketplaces)
Une place de marché, ou marketplace, est une société qui propose une mise en relation entre des acheteurs et des vendeurs via une plateforme technique. Elle rentre dans le champ d'application d'une activité règlementée, car elle encaisse des fonds pour compte de tiers. De fait, la détention de fonds pour le compte des marchands a pour conséquence la création de comptes de paiement virtuels qui l'apparente à un organisme financier.
Deux cas de figure sont répandus :
- La place de marché dispose d'un agrément préalable de l’Autorité de contrôle prudentiel et de résolution (ACPR), elle peut donc encaisser l'argent et le reverser aux vendeurs.
- La place de marché ne dispose pas d'agrément, elle s'appuie donc sur un prestataire en service de paiement (généralement un organisme financier) agréé pour gérer les comptes.

Dans les deux cas, la place de marché est soumise à l'obligation[réf. nécessaire] de s'assurer de l'identité de ses clients, ou de permettre au prestataire en service de paiement de s'assurer de l'identité des clients par la collecte des KYC.

## Controverses
De nombreux clients et professionnels se plaignent des contraintes liées aux formalités administratives, perçues comme intrusives et attentatoires à la confidentialité. Les organismes bancaires sont parfois accusés de constituer des « fichiers client » à des fins commerciales, et la répétitivité des demandes de documents par plusieurs organismes est souvent critiquée.

## Évolutions futures
Une mise en commun des informations liées aux « KYC » est envisagée par certains organismes privés et regroupements de banques, par exemple via un partage de ces informations dans une blockchain permettant que les utilisateurs n'aient à gérer la demande de KYC qu'une seule fois pour toutes, et qu'ils puissent contrôler les informations qui y sont présentes à tout moment.
La complexité et le renforcement du KYC en fait une charge de plus en plus lourde pour les institutions financières. Équiper ces institutions d'outils intuitifs, intelligents et intégrés est devenu la nouvelle ligne de grands éditeurs de logiciels, et un nouveau marché pour les startups. Les Regtech (startups de la réglementation), souhaitent révolutionner les outils historiques pour répondre aux défis lancés par les différents régulateurs internationaux,. 
Plusieurs solutions visent à faciliter les diligences, dont des fournisseurs de WatchList, des logiciels de vérification et validation de documents légaux, ou encore des logiciels qui digitalisent l'ensemble des process KYC, permettant ainsi l'interaction entre différents services pour munir les agents chargés de la conformité d'un outil adapté à l'exercice de leurs fonctions.